# Север (генерал)
Вижте пояснителната страница за други личности с името Север.
Север (на латински: Severus) e генерал на Римската империя през 4 век.
През 367 – 372 г. Север e magister peditum при император Валентиниан I (364 – 375) г.